# St. Johannes Baptist (Großetzenberg)

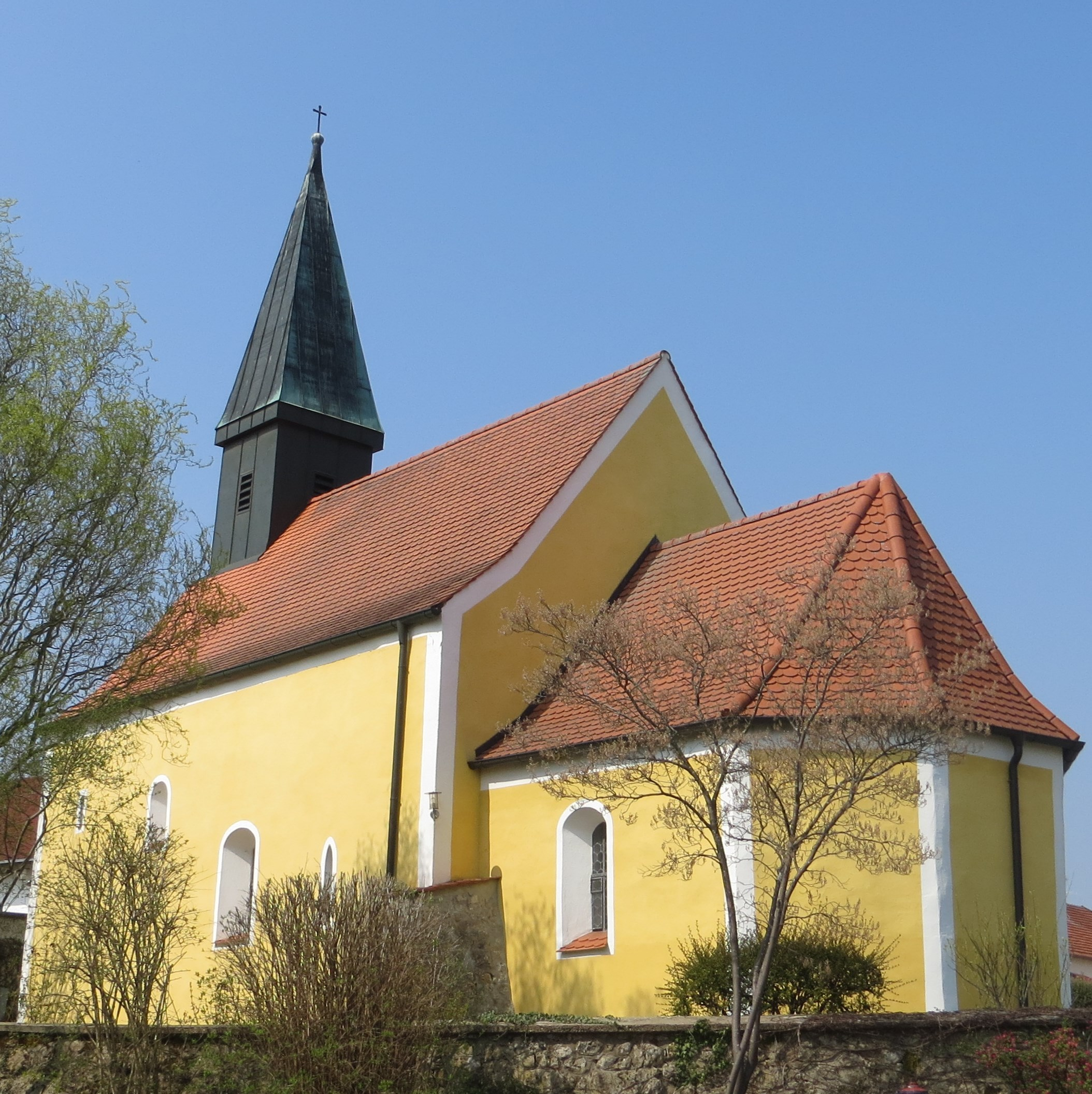
St. Johannes Baptist (Großetzenberg)

Die römisch-katholische, denkmalgeschützte Filialkirche  St. Johannes Baptist steht in Großetzenberg, einem Gemeindeteil des Marktes Laaber im Landkreis Regensburg der Oberpfalz. Die Kirche gehört zur Pfarrei St. Jakobus in Laaber des Bistums Regensburg. Das Bauwerk ist unter der Denkmalnummer D-3-75-162-31 als Baudenkmal in die Bayerische Denkmalliste eingetragen.

## Beschreibung
Die Saalkirche ist romanischen Ursprungs. Nach der Zerstörung im Dreißigjährigen Krieg wurde sie 1726 wieder hergestellt. Hierbei wurde im Osten des Langhauses ein eingezogener, dreiseitig geschlossener Chor angefügt. Aus dem Satteldach des Langhauses erhebt sich im Westen ein quadratischer Dachreiter, der den Glockenstuhl beherbergt und mit einem hohen Pyramidendach bedeckt ist. Der Innenraum des Langhauses ist mit einer Flachdecke überspannt, der des Chors mit einem Tonnengewölbe. Zur Kirchenausstattung gehört ein Hochaltar von 1726, der mit Akanthusranken verziert ist. Sein Altarretabel mit der Darstellung der Maria wird flankiert von den hölzernen Statuen von Johannes Evangelist und von Johannes dem Täufer.